# Диг
Диг (на френски: La Digue) е остров на Сейшелите.
Разположен е в североизточната част на архипелага. Той е четвъртият по големина обитаем остров в страната и образува самостоятелна административна област. Населението му е около 2000 души, а площта – 10 km².
| Сейшелски гранит |
| Сейшелски гранит |